# Тарновский, Василий Васильевич (1810)
Васи́лий Васильевич Тарно́вский (ста́рший; 1810—1866) — русский этнограф, юрист, общественный деятель.

## Биография
Родился 14 (26) июня 1810 года в бедной многодетной дворянской семье, начальное образование получил под руководством своего отца, затем учился в Нежинской гимназии; в 1826 году окончил его вместе с П. Г. Редкиным (это был первый гимназический выпуск). В 1832 году окончил отделение нравственных и политических наук Московского университета, где в то время преподавались юридические науки. Преподавал в Житомирской гимназии. Н. В. Гоголь рекомендовал его М. А. Максимовичу, ректору Киевского Императорского университета Св. Владимира — профессором русской словесности, хотя тот преподавал в гимназии историю.
Смерть отца вынудила его отдать своё время управлению родовым имением. Живя в деревне, он заинтересовался бытом крестьян. В 1845 году в имении Потоки, Киевской губернии, познакомился с Тарасом Григорьевичем Шевченко. К сестре В. В. Тарновского, Надежде Васильевне, которая вместе с Шевченко крестила ребёнка у диакона М. Г. Говядовского обращено его «Н. Т.» («Великомученице кумо!»). Во время ареста и следствия над поэтом семья Тарновских перепрятывала его стихи. После освобождения из ссылки, чтобы поддержать его материально и морально, Тарновский приобрёл семнадцать рисунков Шевченко, тем самым положив начало коллекционированию его творческого наследия.
В эти годы он писал статьи по самым разным темам: демографии, добыче полезных ископаемых, шелководству, скотоводству, рыболовству, лесоиспользованию, о мануфактурной промышленности и о народном образовании: им были написаны статьи «Юридический быт Малороссии» («Юридические Записки», 1842, т. 2), «О делимости семейств в Малороссии» («Труды Комиссии для описання губерний Киевского учебного округа», 1853), «Об основаниях для определения ценности земель» («Юридические Записки», 1859, т. 3); «Повесть украинского степняка», «О малороссийском журнале».
В 1854 году В. В. Тарновский вступил во владение усадьбой Качановка, завещанной двоюродному племяннику Г. С. Тарновским, не имевшим детей. Получив огромное наследство и разделив его между родственниками, он предоставил Пантелеймону Кулишу средства на издание «Записок о Южной Руси» и оказывал ему помощь в дальнейшем.
В 1857—1859 годах он вместе с Г. П. Галаганом был членом Черниговского губернского комитета от правительства по подготовке крестьянской реформы 1861 года; с 1860 года — член-эксперт редакционной комиссии в Петербурге.  За особые заслуги в подготовке реформы награждён Золотой медалью на Александровской ленте (1861), орденом Св. Анны 2-й степени (1861), орденом Св. Владимира 3-й степени (1864) и бронзовой медалью в «Память освобождения крестьян».
Когда работа редакционных комиссий была закончена, Тарновский был назначен членом от правительства в Полтавском губернском по крестьянским делам присутствии. В 1865 году стал членом Черниговской губернской земской управы.
Скончался В. В. Тарновский скоропостижно, после бурного земского заседания, похоронен в своём имении Качановка в церкви Св. Георгия Хозевита. В браке с Людмилой Владимировной Юзефович (1813—1898) имел двух сыновей: Василия (1838—1899), Владимира (1840—1921), и дочь Софию (1847—1899). Сын Василий собрал большую коллекцию шевченковских материалов (автографов, рисунков и картин, документов и др.), которую в 1897 году завещал Черниговскому земству для музея.